# Hộ Phòng
Hộ Phòng là một phường cũ thuộc thị xã Giá Rai, tỉnh Bạc Liêu, Việt Nam.

## Địa lý
Phường Hộ Phòng nằm ở phía nam thị xã Giá Rai, có vị trí địa lý:
- Phía đông giáp Phường 1
- Phía tây giáp xã Tân Phong
- Phía nam giáp huyện Đông Hải
- Phía bắc giáp xã Phong Thạnh A.

Phường Hộ Phòng có diện tích 12,08 km², dân số năm 2022 là 22.317 người, mật độ dân số đạt 1.847 người/km².

## Hành chính
Phường Hộ Phòng được chia thành 5 khóm: 1, 2, 3, 4, 5.

## Lịch sử
Ngày 4 tháng 4 năm 1979, Hội đồng Chính phủ ban hành Quyết định số 142-CP về việc thành lập thị trấn Hộ Phòng thuộc huyện Giá Rai, tỉnh Minh Hải.
Ngày 6 tháng 11 năm 1996, Quốc hội ban hành Nghị quyết về việc chia tỉnh Minh Hải thành tỉnh Bạc Liêu và tỉnh Cà Mau. Khi đó, thị trấn Hộ Phòng thuộc huyện Giá Rai, tỉnh Bạc Liêu.
Ngày 2 tháng 8 năm 2013, Bộ Xây dựng ban hành Quyết định số 717/QĐ-BXD về việc công nhận đô thị Hộ Phòng – Giá Rai là đô thị loại IV.
Ngày 15 tháng 5 năm 2015, Ủy ban Thường vụ Quốc hội ban hành Nghị quyết số 930/NQ-UBTVQH13 về việc:
- Thành lập thị xã Giá Rai thuộc tỉnh Bạc Liêu.
- Thành lập phường Hộ Phòng thuộc thị xã Giá Rai trên cơ sở toàn bộ 1.195,22 ha diện tích tự nhiên và 19.475 người của thị trấn Hộ Phòng.

Ngày 27 tháng 11 năm 2024, UBND thị xã Giá Rai ban hành Quyết định số 4386/QĐ-UBND về việc công nhận phường Hộ Phòng đạt chuẩn "Đô thị văn minh" năm 2024 (giai đoạn 2023 – 2024).

## Kinh tế
Hộ Phòng là nơi giao thương buôn bán lâu đời và hiện nay là trung tâm kinh tế - thương mại - dịch vụ của thị xã Giá Rai.

## Giao thông
Phường Hộ Phòng nằm trên ngã ba giữa kênh dọc theo Quốc lộ 1 và kênh Hộ Phòng, gần Phường 1. Phường nằm trên Quốc lộ 1 đoạn từ thành phố Bạc Liêu đi thành phố Cà Mau, cách mỗi đô thị này 30 km.
Quốc lộ 1 đi qua 4 km và đường tránh tuyến hơn 3 km; có hệ thống kênh xáng trục nối liền như: Cà Mau – Bạc Liêu, Hộ Phòng – Chủ Chí, Hộ Phòng – Gành Hào, rất thuận lợi cho giao thương hàng hóa để Chợ Hộ Phòng phát triển kinh doanh.
Các tuyến đường trên địa bàn phường:
| - Quốc lộ 1 - Lê Hồng Nhi - Lương Hoàn Vũ - Phan Đình Giót (Tuyến tránh Hộ Phòng) - Tô Minh Xuyến - Châu Văn Đặng - Trần Văn Khiêm - 30/4 - Nguyễn Phúc Em - Trần Văn Quý - Trần Văn Phong | - Huỳnh Hoàng Hùng - Nguyễn Quốc Hương - Lê Quốc Việt - Nguyễn Văn Nguyên - Cách mạng Tháng Tám - Lâm Quốc Viện - Từ Minh Khánh - Cao Triều Phát - Trần Văn Ơn - Lê Văn Tám - Văn Tiến Dũng (Hộ Phòng – Chủ Chí) |